# ケーニヒスフェルト (オーバーフランケン)
ケーニヒスフェルト (ドイツ語: Königsfeld) は、ドイツ連邦共和国バイエルン州オーバーフランケン行政管区のバンベルク郡に属す町村（以下、本項では便宜上「町」と記述する）で、シュタインフェルト行政共同体を形成する。

## 地理
ケーニヒスフェルトは、オーバーフランケン西部バンベルクとバイロイトの間、フレンキシェ・シュヴァイツ周縁部に位置し、フランケン・ジュラ山地中にはアウフゼス川の水源が湧出する。

## 自治体の構成

### 集落
ケーニヒスフェルトは、公式には以下の7つの集落からなる。
|  |  | フッペンドルフ (Huppendorf) 市町村再編前は独立した自治体であったが、子供たちはケーニヒスフェルトの学校へ通っていた。                                  | 143人 |
|  |  | ケーニヒスフェルト (Königsfeld ) 何世紀も前から、現在この町を形成している集落が属したカトリック教会の教区の中心地であった                             | 569人 |
|  |  | コッツェンドルフ (Kotzendorf) 市町村再編前からケーニヒスフェルトとともに一つの自治体を形成していた。                                                  | 107人 |
|  |  | ライバレス (Laibarös) 市町村再編前は、ポックスドルフとともに小さな自治体を形成していたが、子供たちはヘーエンペルツの学校へ通っていた。                | 148人 |
|  |  | ポックスドルフ (Poxdorf) かつては、ポックスドルフ／ライバレスという自治体を形成し、学校もあったが、この学校にはポックスドルフの子供しか通えなかった。 | 159人 |
|  |  | トロイニッツ (Treunitz) 市町村再編前は、独立した自治体で、学校も持っていた。                                                                          | 160人 |
|  |  | フォイトマンスドルフ (Voitmannsdorf) 以前は、ドローゼンドルフ・アン・デア・アウフゼスとともに独自の自治体をなしていた。                               | 125人 |

### 隣接する市町村
- リッツェンドルフ （西）
- シェスリッツ （北西）
- シュターデルホーフェン （北）
- ホルフェルト （東）
- ハイリゲンシュタット・イン・オーバーフランケン （南）

### シュタインフェルト行政共同体
ケーニヒスフェルトは、ヴァッテンドルフおよびシュターデルホーフェンとともにシュタインフェルト行政共同体を形成する。行政共同体の本部はシュタインフェルト地区（シュターデルホーフェン）に置かれている。

### 紋章
ケーニヒスフェルトは、現行の紋章を1973年の市町村再編時から用いている。赤地に、斜めにクロスした2本の銀の戦棍、その上に金の王冠、下に金のホタテ貝。
王冠は自治体の名前に由来する。2つの戦棍は、ケーニヒスフェルトを治めたバンベルクの陪臣トルーエンディング伯家の紋章。ホタテ貝は、カトリックの聖ヤーコプ教区教会のパトロンを示す。

## 歴史

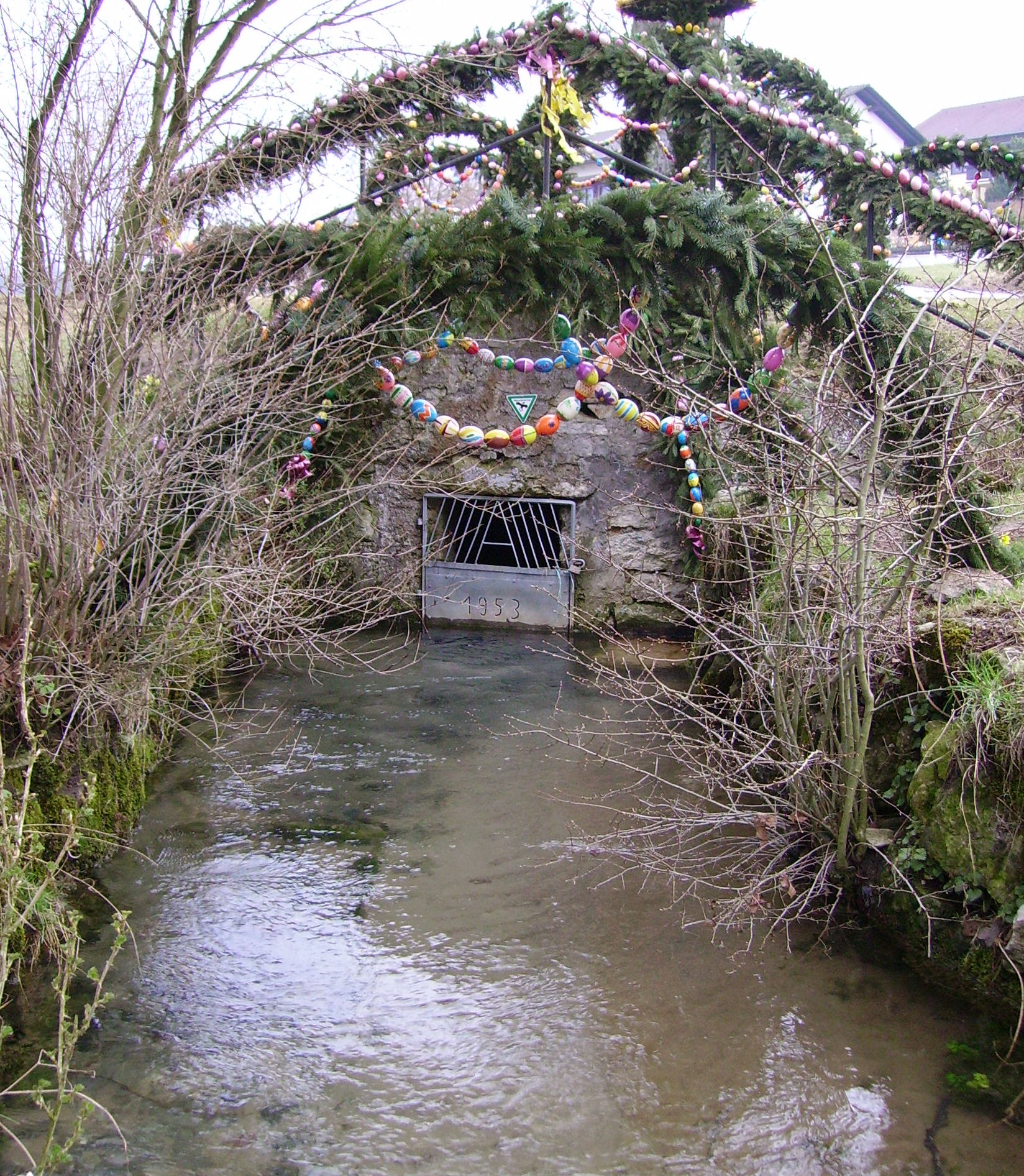
アウフゼス川水源

8世紀には、この村は、カロリング王室領であり "Chunigeshofen in montibus versus Bohemiam"と呼ばれ、741年のヴュルツブルク司教への贈与証明書に初めてその名が記されている。カロリング王室は、アウフゼス川の水源近くに王室領を有し、フランク王国の国境警備にあたらせていた。カール大帝は、東部のスラブ民族との国境を点検し、ハルシュタット、シェスリッツをその勢力下に組み込んだ。16世紀になるまで、ハウプツモールヴァルトはケーニヒスフェルト付近まで広がっていた。
経済区域はケーニヒスフェルトの西周縁部にあった。一方、第2の入植地がアウフゼス川沿いの東周縁部にできていった。この付近からはスラブ人の生活土器が見つかっている。
ケーニヒスフェルト付近の鉄鉱石の鉱脈は、前史時代から採掘、精錬され、ケーニヒスフェルトを経済的な重要地域にしていた。探鉱坑跡、鉱滓の山、あるいは、たとえばアルツベルク（エルツベルク=鉱山）といった農地の名前が往事を偲ばせる。
アウストラシア王国の宮宰カールマンは、741年または742年にケーニヒスフェルトを新たに創設されたヴュルツブルク司教に分け与えた。1008年には、皇帝ハインリヒ2世が、その王領（私有地）をバンベルク司教に贈った。1121年にバンベルクの家人で司教の陪臣がこの地を治めていたことが証明されている。バンベルク司教領創設後も、ヴュルツブルク司教が十分の一税徴収権を保持した集落は、ポックスドルフ、ブルンおよびフォイツマンスドルフであった。ヴュルツブルク司教は、その後も14世紀まで、ケーニヒスフェルトのキリアン教会の後ろ盾であり続けた。
14世紀にケーニヒスフェルトは、アウフゼス家の所領となった。三十年戦争では1632年にスウェーデン軍の焼き討ちを受けた。この攻撃によって、主任司祭フンクがアウフゼス川の水源近くで殺害された。水源近くには、彼の殉難を記念するプレートが建てられている。
ケーニヒスフェルトは、バンベルク司教本部領の一部として、1803年の帝国代表者会議主要決議によってバイエルン領となった。バイエルン王国の行政改革の時代、1818年の自治体令により現在の自治体が生まれた。
第一次世界大戦では、ケーニヒスフェルトおよびその周辺地域に大きな被害は受けなかった。第二次世界大戦末期、ケーニヒスフェルトはアメリカ軍の砲撃に長時間さらされることになった。アメリカ軍に負傷者が増え、部隊が撤収したため最悪の事態は免れた。
1978年5月の自治体再編以後、ケーニヒスフェルトは、シュターデルホーフェンおよびヴァッテンドルフとシュタインフェルト行政共同体を形成した。行政共同体本部は、シュタインフェルト（シュターデルホーフェン内）に置かれた。
17世紀頃のこの村の人口は約1,000人程度であった。三十年戦争でその数は大きく減少し、村の機構を維持することもできなくなった。1945年以後しばらくは、難民などで人口は増加したが、十分な雇用先がなかったために多くの人が立ち去っていった。現在は、6つの自治体を合併し、ケーニヒスフェルト全体の人口は1,400人ほどである。

## ケーニヒスフェルトの教区
すでに1340年から1345年には、ケーニヒスフェルトはヴュルツブルク司教下に独自の教区を設立しており、ヴュルツブルクの司教聖人である聖キリアンを守護聖人としていた。カトリックの聖ヤーコプス＝カタリナ自衛教会の防衛壁は、その一部が現存している。現在は、バンベルク司教区ハルシュタット／シェスリッツ教区に属するケーニヒスフェルト小教区として位置づけられている。

## 引用
1. ↑  https://www.statistikdaten.bayern.de/genesis/online?operation=result&code=12411-003r&leerzeilen=false&language=de Genesis-Online-Datenbank des Bayerischen Landesamtes für Statistik Tabelle 12411-003r Fortschreibung des Bevölkerungsstandes: Gemeinden, Stichtag (Einwohnerzahlen auf Grundlage des Zensus 2011)
2. ↑  Bayerische Landesbibliothek Online